# Cordillera Oriental (Bolivien)
Die Cordillera Oriental (deutsch „östliche Gebirgskette“) ist eine Hochgebirgskette im östlichen Anden-Hochland von Bolivien.

## Geographie
Die Cordillera Oriental – die im weiteren Sinne ihren Anfang in der Cordillera de Cutucú Ecuadors nimmt und sich über die peruanische Ostkordillere über Bolivien bis ins nördliche Argentinien ausdehnt – erstreckt sich im zentralen Bolivien über 1.200 km in nord-südlicher Richtung, von der Cordillera Apolobamba im Norden bis zu den Kordilleren von Caiza und Capirenda im Süden.
Die höchsten Erhebungen dieses umfangreicheren Gebirgsbogens liegen im nördlichen Teil, wo die Gipfel in der Cordillera Apolobamba und der Cordillera Real Höhen von über 6.000 m erreichen. 
Im engeren Sinne verläuft die Cordillera Oriental (Kordillere von Cochabamba) von Nordwesten nach Südosten und erstreckt sich über 500 km von der Cordillera de Cocapata in der Nordwestecke des Departamento Cochabamba bis an den Río Grande südlich von Santa Cruz. 
Die höchsten Erhebungen dieses östlichsten Gebirgsabschnittes gehen selten über 5.000 m hinaus und erreichen ihren höchsten Punkt im Incachaca und Tunari mit etwa 5.200 m.